# Philippe Desmet
Philippe Desmet (29 de novembre de 1958) és un exfutbolista belga.

## Selecció de Bèlgica
Va formar part de l'equip belga a la Copa del Món de 1986.